# Zidane: A 21st Century Portrait
Zidane: A 21st Century Portrait (An Original Soundtrack by Mogwai) – debiutancka ścieżka dźwiękowa skomponowana przez szkocki zespół Mogwai do filmu Zidane - portret z XXI wieku, wydana jako album 30 października 2006 roku.

## Historia albumu
24 maja 2006 roku wszedł na ekrany kin francuskich film dokumentalny, Zidane - portret z XXI wieku (tytuł ang. Zidane: A 21st Century Portrait), nakręcony przez parę reżyserów: Philippe’a Parreno i Douglasa Gordona, a poświęcony francuskiemu piłkarzowi Zinédine’owi Zidane’owi. Film nakręcony został podczas meczu Real Madryt – Villarreal CF, a ścieżkę dźwiękową do niego skomponował Mogwai.
Album ze ścieżką został wydany 30 października 2006 roku jako CD i podwójny LP.

## Lista utworów
| 1. | Black Spider           | 5:02  |
|    |                        |       |
| 2. | Terrific Speech 2      | 4:06  |
|    |                        |       |
| 3. | Wake Up And Go Berserk | 4:45  |
|    |                        |       |
|    |                        | 13:53 |
|    |                        |       |

| 1. | Terrific Speech | 4:45  |
|    |                 |       |
| 2. | 7:25            | 5:11  |
|    |                 |       |
| 3. | Half Time       | 6:49  |
|    |                 |       |
|    |                 | 16:45 |
|    |                 |       |

| 1. | I Do Have Weapons             | 4:16  |
|    |                               |       |
| 2. | Time And A Half               | 5:56  |
|    |                               |       |
| 3. | It Would Have Happened Anyway | 2:34  |
|    |                               |       |
| 4. | Black Spider 2                | 4:12  |
|    |                               |       |
|    |                               | 16:58 |
|    |                               |       |

| 1.    | Black Spider                  | 5:04    |
|       |                               |         |
| 2.    | Terrific Speech 2             | 4:08    |
|       |                               |         |
| 3.    | Wake Up And Go Berserk        | 4:45    |
|       |                               |         |
| 4.    | Terrific Speech               | 4:47    |
|       |                               |         |
| 5.    | 7:25                          | 5:13    |
|       |                               |         |
| 6.    | Half Time                     | 6:49    |
|       |                               |         |
| 7.    | I Do Have Weapons             | 4:16    |
|       |                               |         |
| 8.    | Time And A Half               | 5:56    |
|       |                               |         |
| 9.    | It Would Have Happened Anyway | 2:34    |
|       |                               |         |
| 10.1. | Black Spider 2                | 4:12    |
|       |                               |         |
| 10.2. | (silence)                     | 3:12    |
|       |                               |         |
| 10.3. | Untitled                      | 17:46   |
|       |                               |         |
| 10.4. | Untitled                      | 5:20    |
|       |                               |         |
|       |                               | 1:14:02 |
|       |                               |         |

- Muzyka – Mogwai
- Produkcja – Mogwai, Tony Doogan
- Rejestracja – John Cummings, Tony Doogan[3].

## Odbiór

### Opinie krytyków
| Oceny łączne      | Oceny łączne |
| Publikacja        | Ocena        |
| ----------------- | ------------ |
| Album of the Year | 69/100       |
| Recenzje          |              |
| Publikacja        | Ocena        |
| AllMusic          | [ 6 ]        |
| Cokemachineglow   | 72%          |
| Drowned in Sound  | 8/10         |
| laut.de           | [ 9 ]        |
| musicOMH          | [ 10 ]       |
| Pitchfork         | 6.4/10       |
| PopMatters        | 8/10         |
| Porcys            | 3.6/10       |
| Prog Archives     | 3.33/5.0     |
| RYM               | 3.16/5       |
| Sputnikmusic      | 2.5/5        |
| Tiny Mix Tapes    | [ 17 ]       |

„Zidane: A 21st Century Portrait nie ma zbyt wiele w drodze chwytliwych melodii, a jego utwory mają tendencję do zlewania się ze sobą – ale są to dokładnie te powody, dla których ta partytura jest tak skuteczna” – uważa Heather Phares z AllMusic. Album jest, jej zdaniem, „dronujący, hipnotyczny, ale i subtelnie napięty”, choc pod koniec ponad 20-minutowego, ukrytego utworu, dołączonego do 'Black Spider 2' Mogwai zbliża się do cięższego brzmienia.
„To muzyczny portret jednej z najbardziej złożonych i kontrowersyjnych osobowości piłki nożnej” – podsumowuje recenzentka.
Na ukryty na końcu utwór zwraca również uwagę Dan Cooper-Gavin z Drowned in Sound: „najważniejszym punktem albumu jest utwór ukryty na końcu, ale to, co kryje się po trzech minutach ciszy po 'Black Spider 2' jest po prostu zdumiewające”. Jego zdaniem „czas powstania tego projektu wydaje się być szczególnie odpowiedni dla Mogwai. Ich ostatni album, Mr Beast nie był w żadnym wypadku zły, ale było to brzmienie zespołu, który być może za bardzo oswoił się z samym sobą i dla którego wszystko stało się, no cóż, trochę zbyt łatwe. Wydaje się, że to nowe wyzwanie, dające ich muzyce swobodę wycofania się z centralnej sceny, na nowo rozpaliło ogień inspiracji.” – stwierdza autor.
„Nie jest to, w sumie, najbardziej satysfakcjonujące dzieło, jakie kiedykolwiek wydano. Jednak w ten sposób Mogwai dotarli do czegoś o wiele bardziej istotnego. Ich bezkompromisowe brzmienie jest idealnym partnerem dla tego filmu, (…) który może rzeczywiście wydawać się przeciągnięty, a nawet nudny, ale ma w sobie fascynujące piękno, które trudno odrzucić. Jako dzieło muzyczne, można by je odczytać [jako] fascynujące odniesienie do okazjonalnej monotonii i powtarzalności sportu, który ogarnia miliony na całym świecie.” – ocenia Tom Woods z musicOMH.
„Szkoccy post-rockowcy dostarczają ścieżkę dźwiękową do eksperymentalnego filmu, który śledzi losy Zinedine’a Zidane’a podczas jednego pełnego meczu Realu Madryt” – zauważa Rob Mitchum z magazynu Pitchfork dodając, iż choć „Zidane Mogwai jest trochę nudny, wykazuje mniejszą dynamikę niż zwykła twórczość zespołu to jednak w ścieżkach dźwiękowych mniej chodzi o różnorodność, a bardziej o budowanie nastroju, co Zidane robi bardzo dobrze. Można też argumentować, że na ograniczonej arenie muzycznych tłumaczeń pojedynczej osoby lub postaci, muzyka Mogwai oddaje ponurą, skonfliktowaną esencję Zizou, (…) Algierczyka, który stał się bohaterem narodowym byłego okupanta swojego kraju” – podsumowuje autor oceniając, iż sukces albumu wynika być może z faktu, „że jego instrumentalny zgiełk doskonale odzwierciedla wewnętrzny konflikt samego sportowca”.
„Ścieżka dźwiękowa z powodzeniem demonstruje paradoksalną, spokojną intensywność, którą posiadają tylko niektórzy gracze. Mogwai stawia na prostotę, która służyła im w przeszłości i na instynktowny wybór właściwej nuty w odpowiednim momencie. Duża część tej muzyki jest refleksyjna, spokojna i zawiera więcej wspaniałych elementów kołysania niż groźnej burzy. Mogwai wydają się przechadzać przez część tej płyty, ale wiemy, że uderzą” – zauważa D.M. Edwards z PopMatters.
Zdaniem Sebastiana Fuchsa z magazynu laut.de Mogwai „za pomocą dziesięciu niebiańskich utworów instrumentalnych stworzyli podatny grunt dla studium postaci Gordona na boisku piłkarskim”. Cały album recenzent ocenił jako „świetne dzieło”.
Choć Grant 'Gumshoe' Purdum z magazynu Tiny Mix Tapes zadeklarował się jako zagorzały entuzjasta Mogwai to Zidane’a: portret XXI wieku ocenił jako „album wątpliwej wartości”.
Christopher Alexander z Cokemachineglow jest przekonany, że Zidane: A 21st Century Portrait jest „prawdopodobnie najbardziej zrelaksowaną muzyką, jaką [Mogwai] do tej pory stworzyli”.

### Listy tygodniowe
| Kraj            | Lista                 | Pozycja |
| --------------- | --------------------- | ------- |
| Szkocja         | Scottish Albums Chart | 85      |
| Wielka Brytania | UK Independent Albums | 5       |